# DVD探知犬
DVD探知犬（ディーブイディーたんちけん）は、海賊版DVDなどの販売や密輸を防止することを目的に、空港の荷物調査や捜査活動などを通じて、光ディスクのにおいを嗅ぎ分ける犬。

## 概要

### 立案
著作権など製作者である法人の権利を無視する違法な海賊版DVDが映画やソフトウェアの産業に与える損失は莫大であり、またその収益が犯罪組織に流れる点も深刻な問題である。ワシントンD.C.に本部を置くアメリカ映画業協会(Motion Picture Association of America-MPAA)は、このような海賊版DVD撲滅を各国政府や関係企業・団体などと連携して講じているが、その一環として麻薬探知犬などと同様に、嗅覚に優れた犬を空港に配備して流通を阻止する策を立案した。

### 訓練
イギリスの業界団体である著作権盗難防止連盟(Federation Against Copyright Theft-FACT)は、作業犬として様々な実績を持つラブラドール・レトリバーを選択し、北アイルランドで、専門家が指導して光ディスクの基盤材料である合成樹脂の一種ポリカーボネート(PC)に含まれる化学物質が発する臭いを覚えさせる訓練を8か月かけて施した。2006年5月、税関当局とフェデックス社協力のもと、DVD探知犬「ラッキー（Lucky）」と「フロー（Flo）」（en:Lucky and Flo）に二匹がロンドンのスタンステッド空港で実地テストを行い、小包の中に梱包されたDVDを即座に嗅ぎ分けた。さらに同年9月26日にはワシントンD.C.のMPAA本部でもデモンストレーションを行った。以後、香港やアラブ首長国連邦などでもデモンストレーションが行われた。
FACTは2006年5月9日のプレスリリースにて、海賊版DVD密輸を検知する新しい手段としてDVD探知犬テストの成功を評価した。ただし、二匹のラブラドール・レトリーバーはDVDそのものの臭いに反応するだけでしかなく、それが正規のDVDやデータの記録されていないDVD-R/RWであっても反応するため、海賊版か否かはパッケージを開封しない限り判断できない。

## 実地配備

### 初配備と成果
2007年3月13日、DVD探知犬配備を検討していたマレーシア政府は試験導入を決定し、クアラルンプール国際空港やジョホールバルにラッキーとフローを借り受けて1か月間配置し、その実証確認を始めた。結果は即座に現れ、AP通信によれば5か月で推計160万枚の海賊版摘発の成果をあげたと伝えられた。二匹はマレーシア国民の人気者ともなり、8月20日には政府から栄誉を讃えるメダルが授与された。その一方、収入への打撃を受けた犯罪組織は、炭を同梱するなど嗅覚を誤魔化す手段を模索したり、さらにはDVD探知犬の抹殺に賞金を懸けたという情報もある。
2007年4月、二匹は一時的にフィリピンに着任した。マニラで彼らは、わずか1時間の間に30万枚の違法DVDを発見する成果を挙げた。

### アメリカでの活躍
東南アジアで実績を挙げたラッキーとフローは、2007年8月にアメリカに着任した。8月28日にはニューヨークを拠点としていた海賊版販売組織3箇所の摘発でも能力を発揮し、3人の逮捕と数千枚の違法DVD押収の成果を挙げた。
2008年3月、MPAAは子供向け教育雑誌「ウィークリー・リーダー」(en)と協力し、グレード5から7の生徒(en)（10-13歳）を対象としたラッキーとフローについてのカリキュラムを、10の州2万校約6万クラスで実施した。MPAA会長のダン・グリックマン(en)によると、これは「著作権保護の重要性を、子供たちが面白くかつ興味深く教わる」ものだという。

### 後任犬謎の死
マレーシア政府はDVD探知犬の本格配備を決定した。2008年2月、「マニー(Manny)」と「パディ(Paddy)」がMPAAから寄贈され、熱帯雨林気候に慣れる訓練を受けていた。しかし、非公開だった訓練施設でパディが何者かに虐待を受け、大怪我を負う事件があった。
そして6月、同施設でマニーが死亡しているのが発見された。死体はマレーシアプトラ大学で検死解剖を受ける。国内取引・消費者省の高官は、海賊版製造販売シンジケートの関与を示唆するコメントを出している。

### 日本
日本の税関においては、麻薬探知犬、爆発物探知犬、銃器探知犬は導入されているが、DVD探知犬は導入されていない。